# سسن أباد
سسن أباد هي قرية في مقاطعة أصفهان، إيران. عدد سكان هذه القرية هو 19 في سنة 2006.